# Stadion Karađorđe
Stadion Karađorđe je višenamjenski stadion u Novom Sadu, u Srbiji. Najčešće se koristi za nogometne susrete te je domaće igralište za FK Vojvodinu, nogometni klub iz Novog Sada. Kapacitet stadiona je 20.000 mjesta, no 14.303 je sjedećih mjesta. Poslije obnove, stadion je mjesto događanja Europskog juniorskog atletskog prvenstva, koje se 2009. održalo u Novom Sadu.

## Ime
Stadion je prije bio poznat pod imenom Gradski stadion, no 2007. je preimenovan u Stadion Karađorđe. Zapravo, od svog otvaranja 1924. godine do kraja Drugog svjetskog rata, stadion je nosio današnje ime.